# قطعنامه ۵۶۹ شورای امنیت
قطعنامه ۵۶۹ شورای امنیت سازمان ملل متحد که در تاریخ ۲۶ ژوئیه ۱۹۸۵ تصویب شد، سندی بین‌المللی دربارهٔ آفریقای جنوبی است. این قطعنامه طی نشست ۲۶۰۲ام با ۱۳ موافق، ۰ مخالف و ۲ ممتنع تصویب شد.